# Télégrammes Willy-Nicky
Les « télégrammes Willy-Nicky » consistent en une série de messages échangés entre le Kaiser Guillaume II d'Allemagne (surnommé « Willy ») et le tsar Nicolas II de Russie (surnommé « Nicky ») durant la crise de juillet, qui constitue un prélude au déclenchement de la Première Guerre mondiale. Cette correspondance commence le 29 juillet 1914 et s'achève trois jours plus tard, le 1er août, avec la déclaration de guerre du Reich impérial à l'Empire russe. Pendant ce bref laps de temps, les deux empereurs dialoguent en anglais à propos des tensions entre l'Autriche-Hongrie et la Serbie, qui annoncent le futur conflit européen désormais inéluctable.

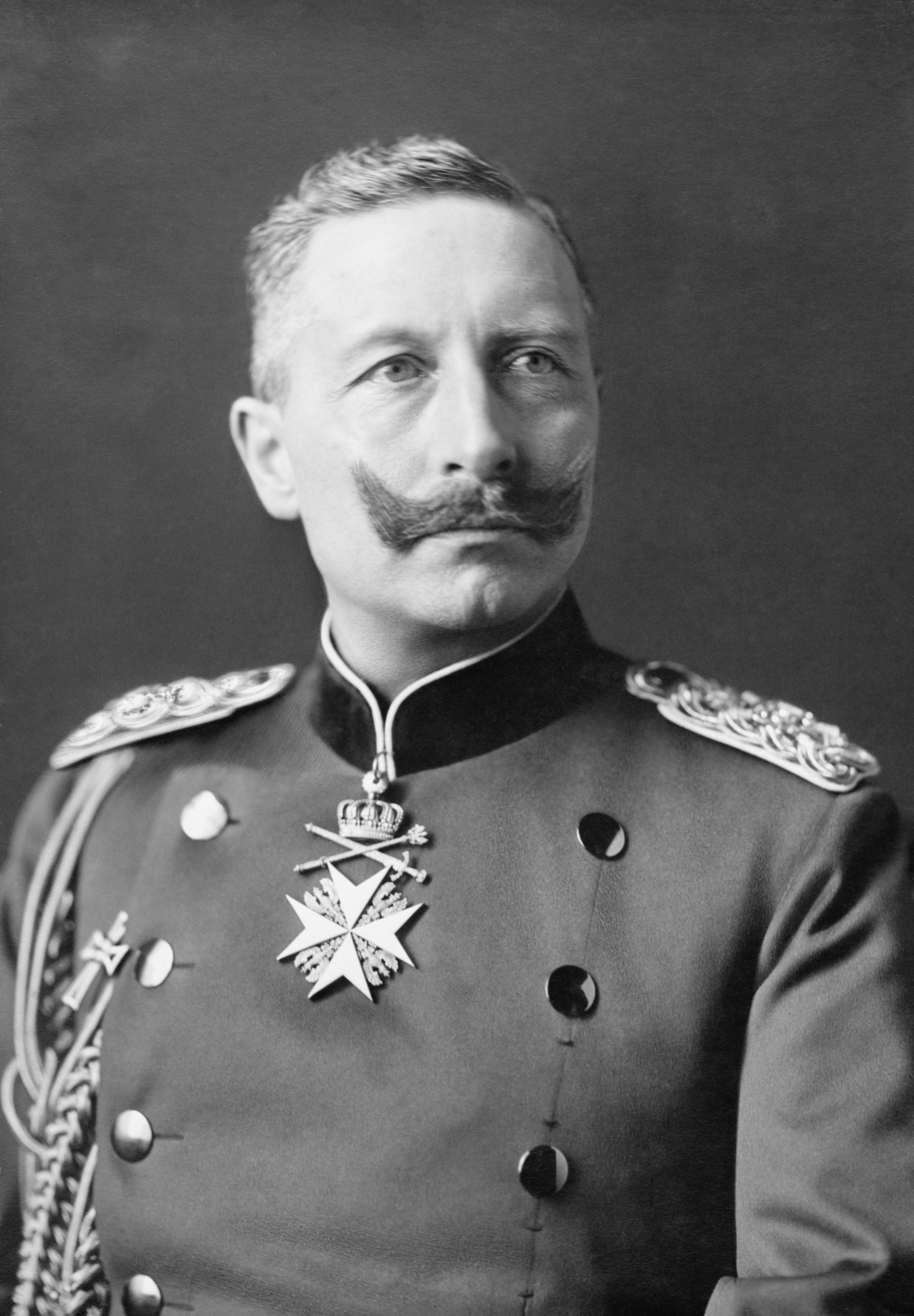
Le Kaiser Guillaume II, dit « Willy ».
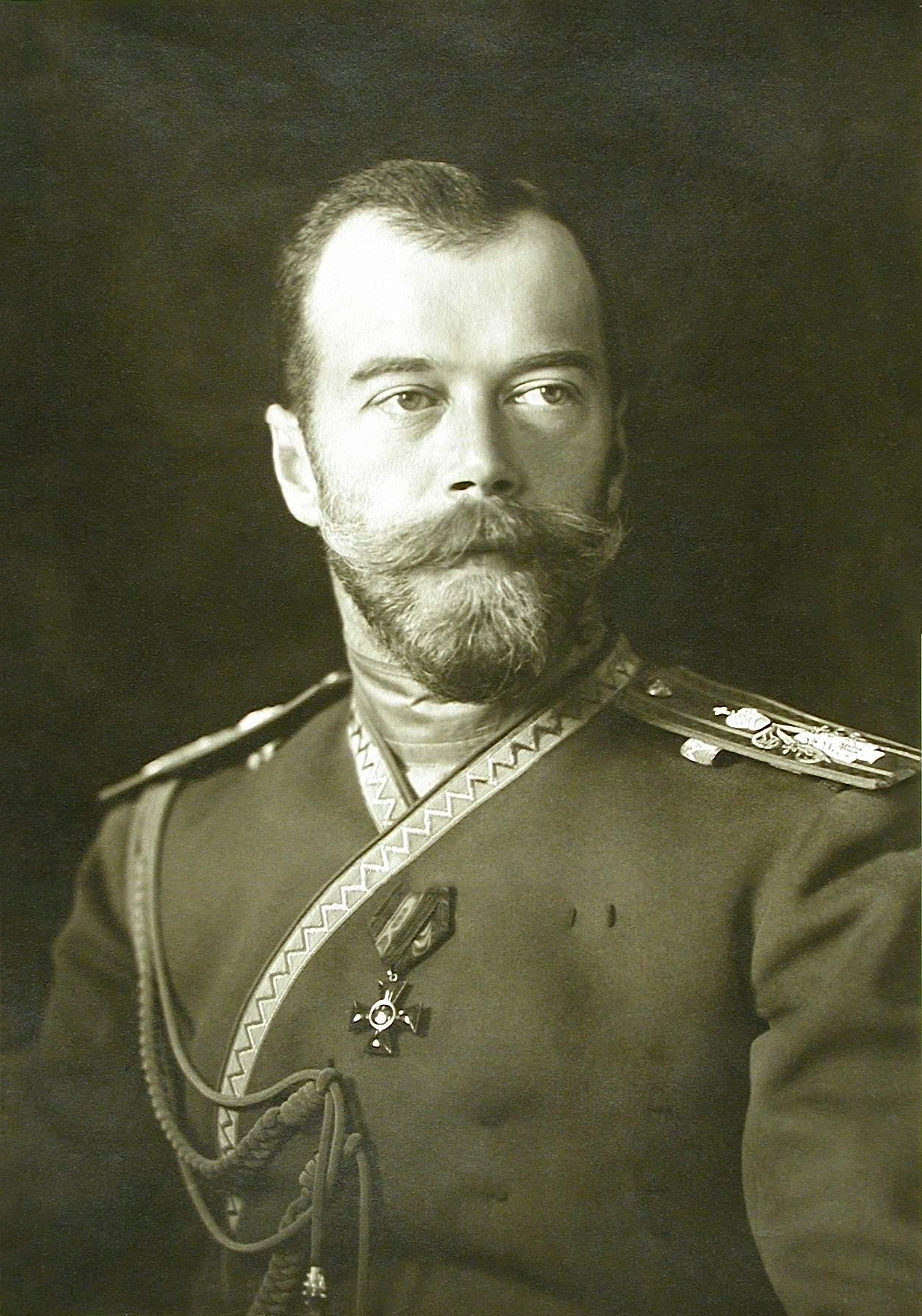
Le tsar Nicolas II, dit « Nicky ».